# Emily Hughes
Emily Anne Hughes (Great Neck, 26 januari 1989) is een Amerikaans voormalig kunstschaatsster. Ze verving in 2006 op het laatste moment landgenote Michelle Kwan tijdens de Olympische Winterspelen in Turijn; Hughes werd er zevende. Ze heeft desondanks altijd in de schaduw gestaan van haar oudere zus Sarah Hughes (geb. 1985), die in 2002 olympisch kampioen bij de vrouwen werd.

## Biografie
Hughes toonde net als haar vier jaar oudere zus Sarah al jong interesse in kunstschaatsen en begon op driejarige leeftijd met de sport. Bij haar eerste, en enige, deelname aan de WK voor junioren in 2005 veroverde Hughes de bronzen medaille. Ze werd een jaar later ook derde bij de nationale kampioenschappen, waardoor ze als eerste reserve aan het olympische team werd toegevoegd. Nadat landgenote Michelle Kwan op het laatste moment afhaakte voor de wedstrijden bij de vrouwen, werd Hughes gauw ingevlogen. Zij werd uiteindelijk 7e tijdens de Olympische Winterspelen in Turijn. Hughes won de zilveren medaille bij de 4CK 2007. In 2008 en 2009 moest ze zich door blessures noodgedwongen terugtrekken bij de nationale kampioenschappen. Nadat ze zich in 2010 niet wist te kwalificeren voor de Olympische Winterspelen in Vancouver, waar ze wel op hoopte, stopte ze met kunstschaatsen.
In het najaar van 2007 ging ze studeren aan de prestigieuze Harvard-universiteit. Ze behaalde in 2011 een academische graad. Hughes huwde in september 2017.

## Belangrijke resultaten
| Kampioenschap                | 01/02 | 02/03 | 03/04 | 04/05 | 05/06         | 06/07         | 07/08         | 08/09         | 09/10         |
| ---------------------------- | ----- | ----- | ----- | ----- | ------------- | ------------- | ------------- | ------------- | ------------- |
| Olympische Spelen            |       |       |       |       | 7e            |               |               |               |               |
| Wereldkampioenschap          |       |       |       |       | 8e            | 9e            |               |               |               |
| Viercontinentenkampioenschap |       |       |       |       |               | Zilver        |               |               |               |
| Nationaal kampioenschap      |       |       |       | 6e    | Brons         | Zilver        | t.z.t.        | t.z.t.        | 9e            |
| WK junioren                  |       |       |       | Brons | geen deelname | geen deelname | geen deelname | geen deelname | geen deelname |
| NK junioren                  | 11e   | 11e   | dnq.  |       | geen deelname | geen deelname | geen deelname | geen deelname | geen deelname |

dnq. = niet gekwalificeerd
t.z.t. = trok zich terug
- Library of Congress Control Number: n2001105151
- Virtual International Authority File: 31349149
- WorldCat: E39PBJccc8tcGCth7QtvbYjBfq